# العلاقات البيروية الغواتيمالية
العلاقات البيروفية الغواتيمالية هي العلاقات الثنائية التي تجمع بين بيرو وغواتيمالا.

## مقارنة بين البلدين
هذه مقارنة عامة ومرجعية للدولتين:
| وجه المقارنة                                              | بيرو                                   | غواتيمالا       |
| --------------------------------------------------------- | -------------------------------------- | --------------- |
| المساحة (كم2)                                             | 1.29 مليون                             | 108.89 ألف      |
| عدد السكان (نسمة)                                         | 32.16 مليون                            | 17.26 مليون     |
| الكثافة السكانية (ن./كم²)                                 | 24.93                                  | 158.51          |
| العاصمة                                                   | ليما                                   | غواتيمالا       |
| اللغة الرسمية                                             | اللغة الإسبانية، اللغة الأيمرية، كتشوا | اللغة الإسبانية |
| العملة                                                    | سول بيروفي جديد                        | كتزال غواتيمالي |
| الناتج المحلي الإجمالي (بليون دولار)                      | 211.39 مليار                           | 75.62 مليار     |
| الناتج المحلي الإجمالي (تعادل القوة الشرائية) بليون دولار | 393.13 مليار                           | 126.21 مليار    |
| الناتج المحلي الإجمالي الاسمي للفرد دولار أمريكي          | 6.03 ألف                               | 3.90 ألف        |
| الناتج المحلي الإجمالي للفرد دولار أمريكي                 | 11.99 ألف                              | 7.45 ألف        |
| مؤشر التنمية البشرية                                      | 0.740                                  | 0.627           |
| رمز المكالمات الدولي                                      | +51                                    | +502            |
| رمز الإنترنت                                              | .pe                                    | .gt             |
| المنطقة الزمنية                                           | توقيت بيرو، 00                         | 00              |

## مدن متوأمة
في ما يلي قائمة باتفاقيات التوأمة بين مدن بيروفية وغواتيمالية:
- ترتبط خولياكا مع غواتيمالا باتفاقية توأمة.

## منظمات دولية مشتركة
يشترك البلدان في عضوية مجموعة من المنظمات الدولية، منها:
| علم المنظمة | اسم المنظمة                                                          | تاريخ انضمام بيرو | تاريخ انضمام غواتيمالا |
| ----------- | -------------------------------------------------------------------- | ----------------- | ---------------------- |
|             | وكالة ضمان الاستثمار متعدد الأطراف                                   | 2 ديسمبر 1991     | 11 يوليو 1996          |
|             | منظمة الشرطة الجنائية الدولية                                        | ?                 | ?                      |
|             | منظمة حظر الأسلحة الكيميائية                                         | ?                 | ?                      |
|             | الاتحاد البريدي العالمي                                              | ?                 | ?                      |
|             | منظمة التجارة العالمية                                               | ?                 | ?                      |
|             | الأمم المتحدة                                                        | 31 أكتوبر 1945    | 21 نوفمبر 1945         |
|             | مؤسسة التمويل الدولية                                                | 20 يوليو 1956     | 20 يوليو 1956          |
|             | يونسكو                                                               | 21 نوفمبر 1946    | 2 يناير 1950           |
|             | مؤسسة التنمية الدولية                                                | 30 أغسطس 1961     | 27 أبريل 1961          |
|             | البنك الدولي للإنشاء والتعمير                                        | 31 ديسمبر 1945    | 28 ديسمبر 1945         |
|             | المنظمة الهيدروغرافية الدولية                                        | ?                 | ?                      |
|             | وكالة حظر الأسلحة النووية في أمريكا اللاتينية ومنطقة البحر الكاريبي ‏ | ?                 | ?                      |
|             | المركز الدولي لتسوية المنازعات الاستشارية                            | 8 سبتمبر 1993     | 20 فبراير 2003         |
|             | الاتحاد الدولي للاتصالات                                             | 12 يوليو 1915     | 10 يوليو 1914          |

## وصلات خارجية
- موقع وزارة الخارجية البيروفية
- موقع وزارة الخارجية الغواتيمالية